# Вулиця Зелена (Біла Церква)
Вулиця Зелена  — одна з вулиць у місті Біла Церква.
Бере свій початок з вулиці Василя Стуса і закінчується виходом до вулиці Лазаретної.

## Заклади освіти
- Білоцерківська спеціалізована природничо-математична школа І-ІІІ ступенів № 16 імені М. О. Кириленка, 21.[1];
- Білоцерківський дошкільний навчальний заклад (ясла-садок) комбінованого типу № 19 «Кобзарик» Білоцерківської міської ради Київської області, 27-а.[2].